# Chrysispa viridiaenea
Chrysispa viridiaenea es un insecto coleóptero de la familia Chrysomelidae.
Fue descrita científicamente en 1841 por Guérin-Méneville.